# Éfaté
Éfaté ou Vaté (en bichelamar et en anglais : Efate) est une île du Vanuatu située dans la mer de Corail, dans le Pacifique sud. C'est l'île la plus peuplée (65 734 habitants en 2009) et la troisième par la superficie (899,5 km2) du Vanuatu.
La plupart des habitants vivent à Port-Vila qui est aussi la capitale du pays.

## Géologie
Éfaté est une île de forme grossièrement circulaire, avec un diamètre d'environ 40 km. Son histoire géologique est particulière : elle est le résultat d'un volcan sous-marin qui n'a jamais percé jusqu'à la surface, mais au sommet duquel s'est développé un récif de corail. Celui-ci a ensuite été surélevé par un phénomène tectonique de surrection dû au fait que la plaque australienne passe, au niveau de la faille des Nouvelles-Hébrides, sous la plaque Pacifique, élevant ainsi graduellement cette dernière et notamment le Vanuatu, situé à son extrémité ouest.
En conséquence, l'île se présente comme une succession de plateaux concentriques, qui sont tous d'anciens littoraux, séparés par des falaises abruptes qui sont les anciens tombants coralliens. La roche est presque exclusivement composée de calcaire (plus précisément de corail fossile, encore encombré de restes animaux très reconnaissables, notamment des coquilles de mollusques), et les affleurements basaltiques de la roche volcanique ne sont perceptibles que dans les rivières encaissées ou dans les appareils volcaniques les plus récents, situés au nord de l'île.

## Histoire
Sur Éfaté, plus précisément à Teouma, fut découvert en 2004 le plus ancien cimetière du Pacifique. Un ensemble de tombes datant d'environ 3 000 ans y ont été mises au jour par hasard, apportant d'importantes informations sur les migrations du peuple Lapita.
La commune de Franceville, future Port-Vila, s'autoproclame indépendante en 1889.
Durant la Seconde Guerre mondiale, l'île abrita une importante base militaire américaine.
Depuis l'indépendance du pays en 1980, Port-Vila est la capitale du Vanuatu et Efaté est de fait l'île principale, abritant le gouvernement, l'essentiel des services administratifs et diplomatiques ainsi que l'aéroport international.

## Géographie
L'île est un site touristique, Port-Vila sert en plus de carrefour pour le tourisme sur les autres îles du Vanuatu.
Éfaté est également connue pour avoir abrité plusieurs célèbres émissions de téléréalité comme l'américain Survivor: Vanuatu, l'australien Celebrity Survivor et le français Koh-Lanta.
Depuis 2008, le site d'Éfaté associé à Roi Mata est inscrit au patrimoine mondial de l'UNESCO.

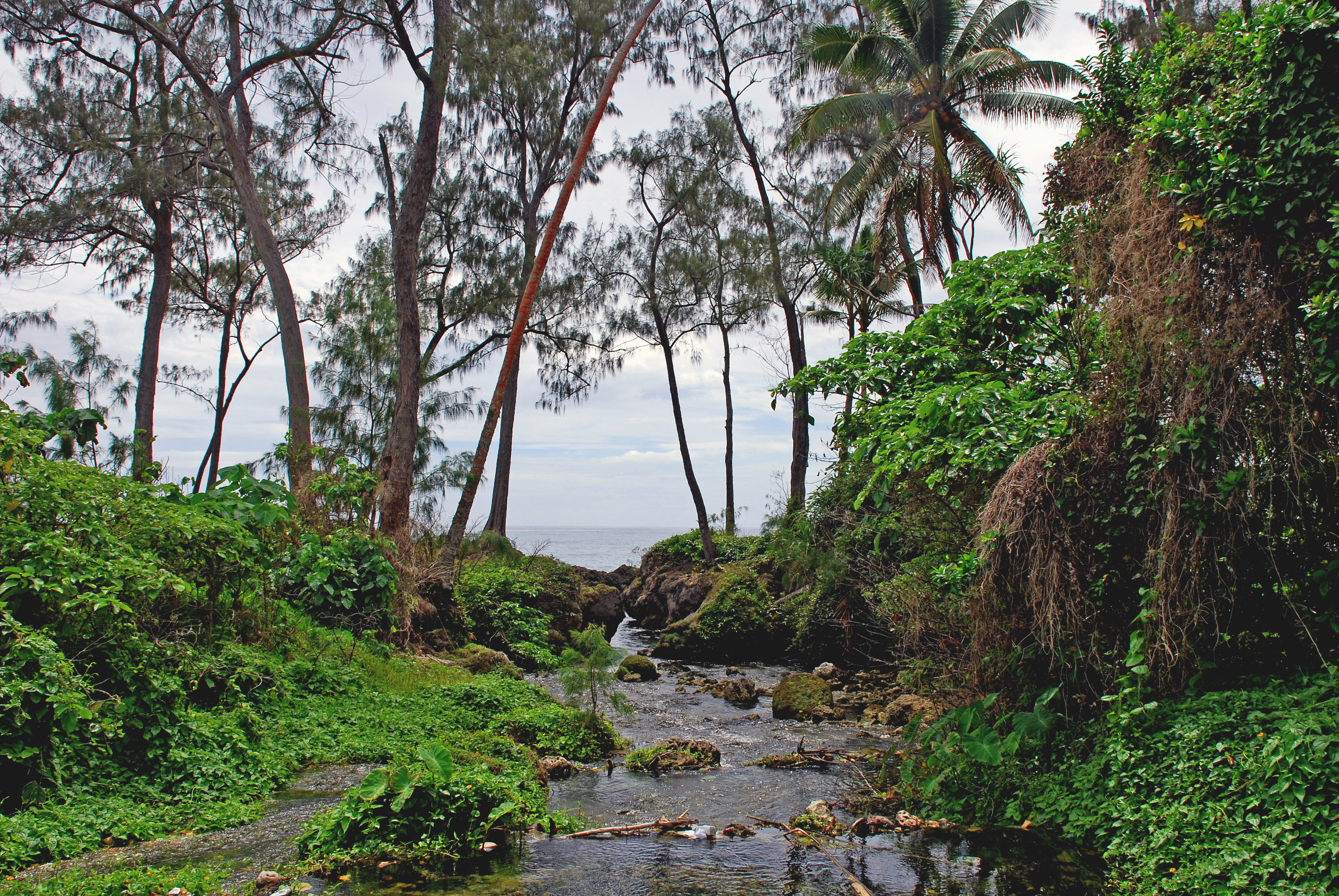
Un ruisseau à Éfaté.
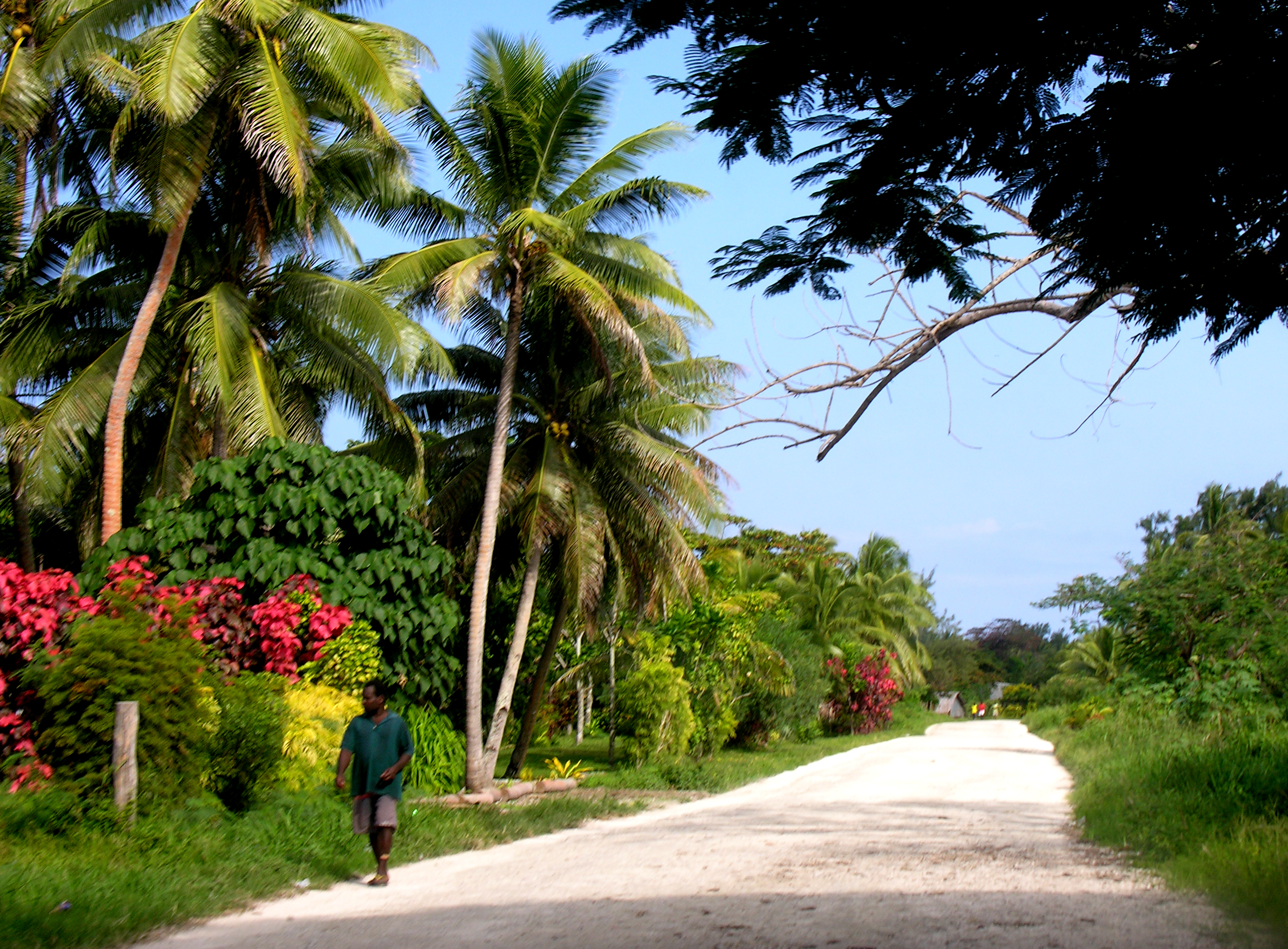
Rue du village d'Eton.
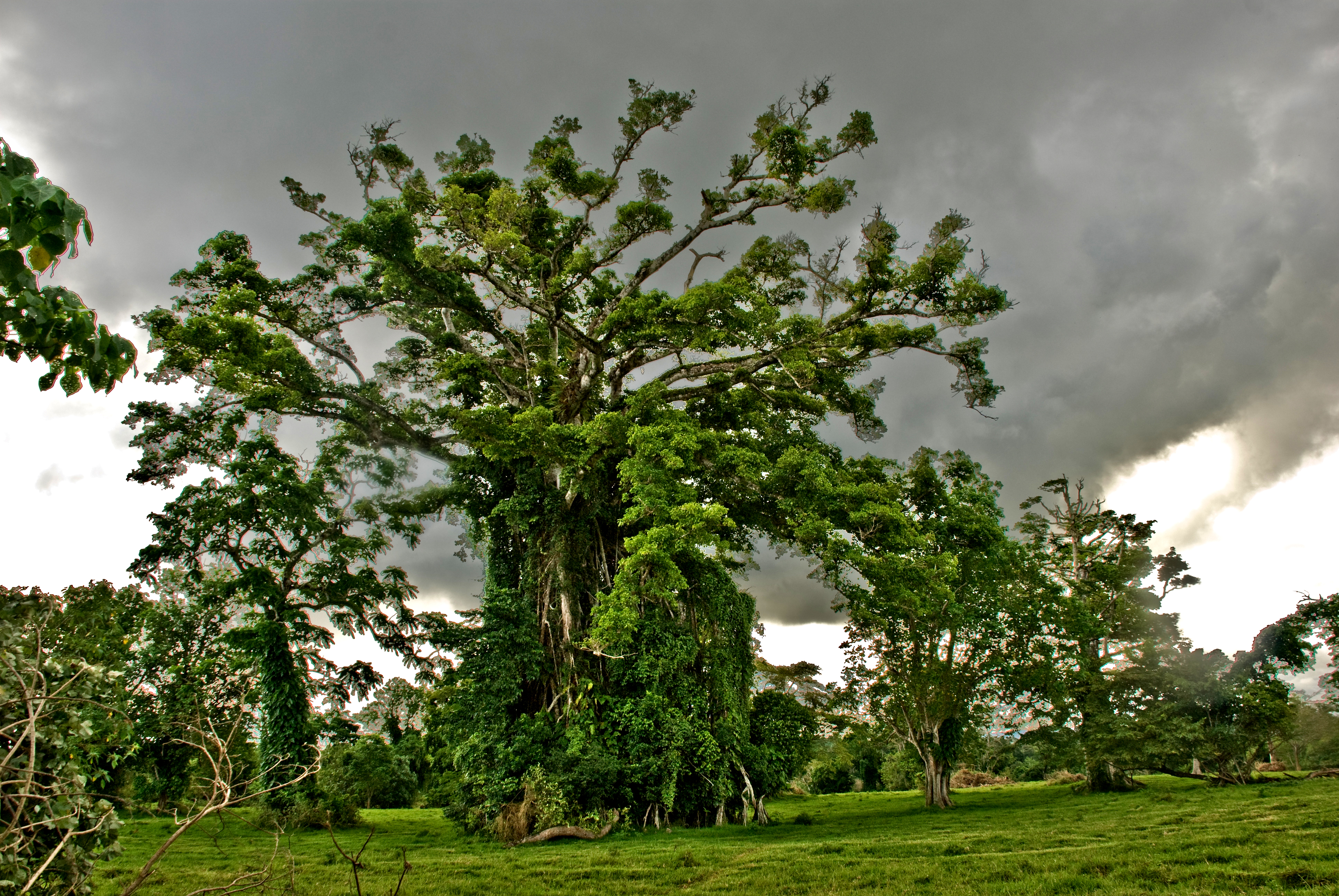
Certains arbres comme les banyans atteignent des tailles titanesques.
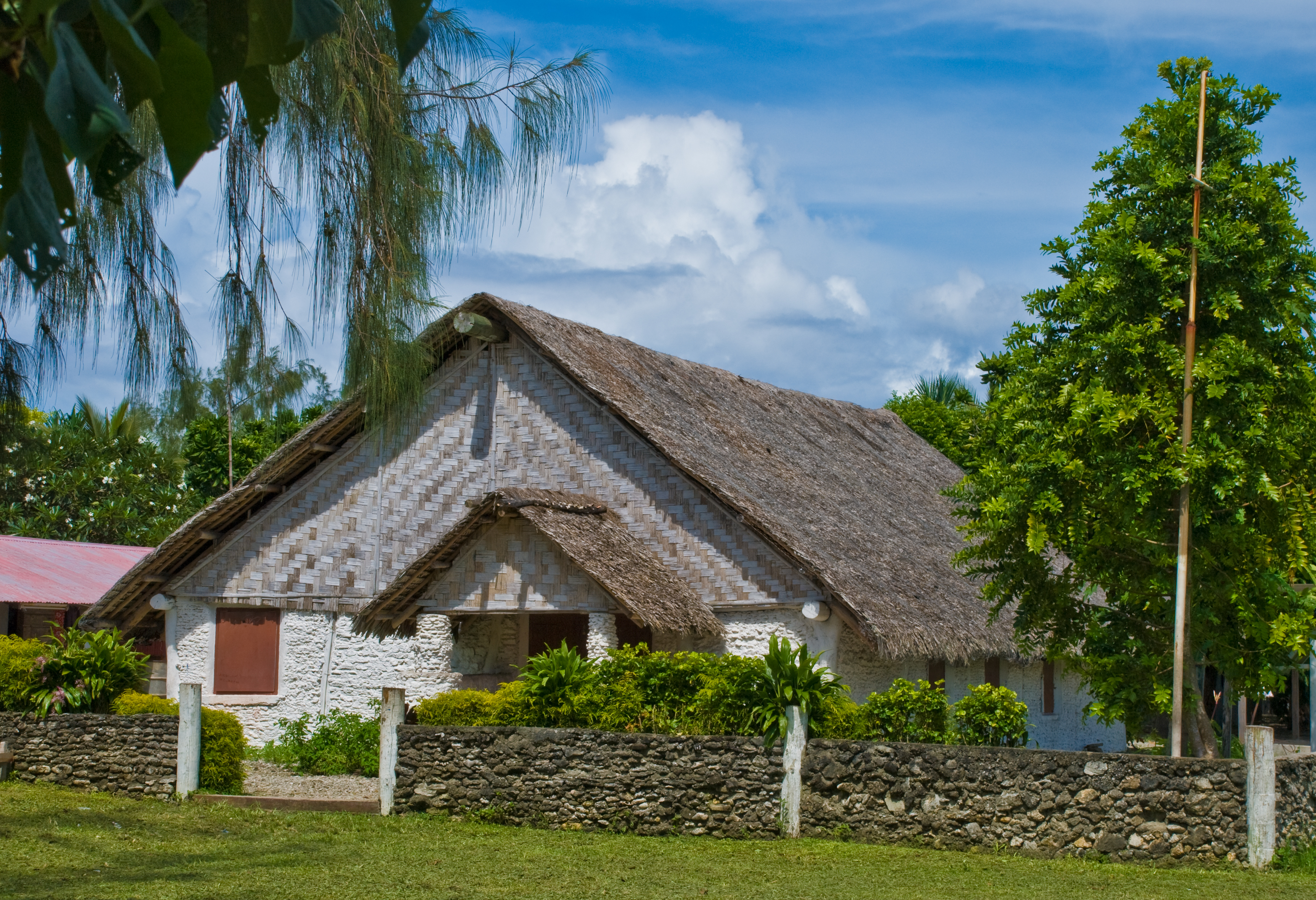
Nakamal du village de Pango
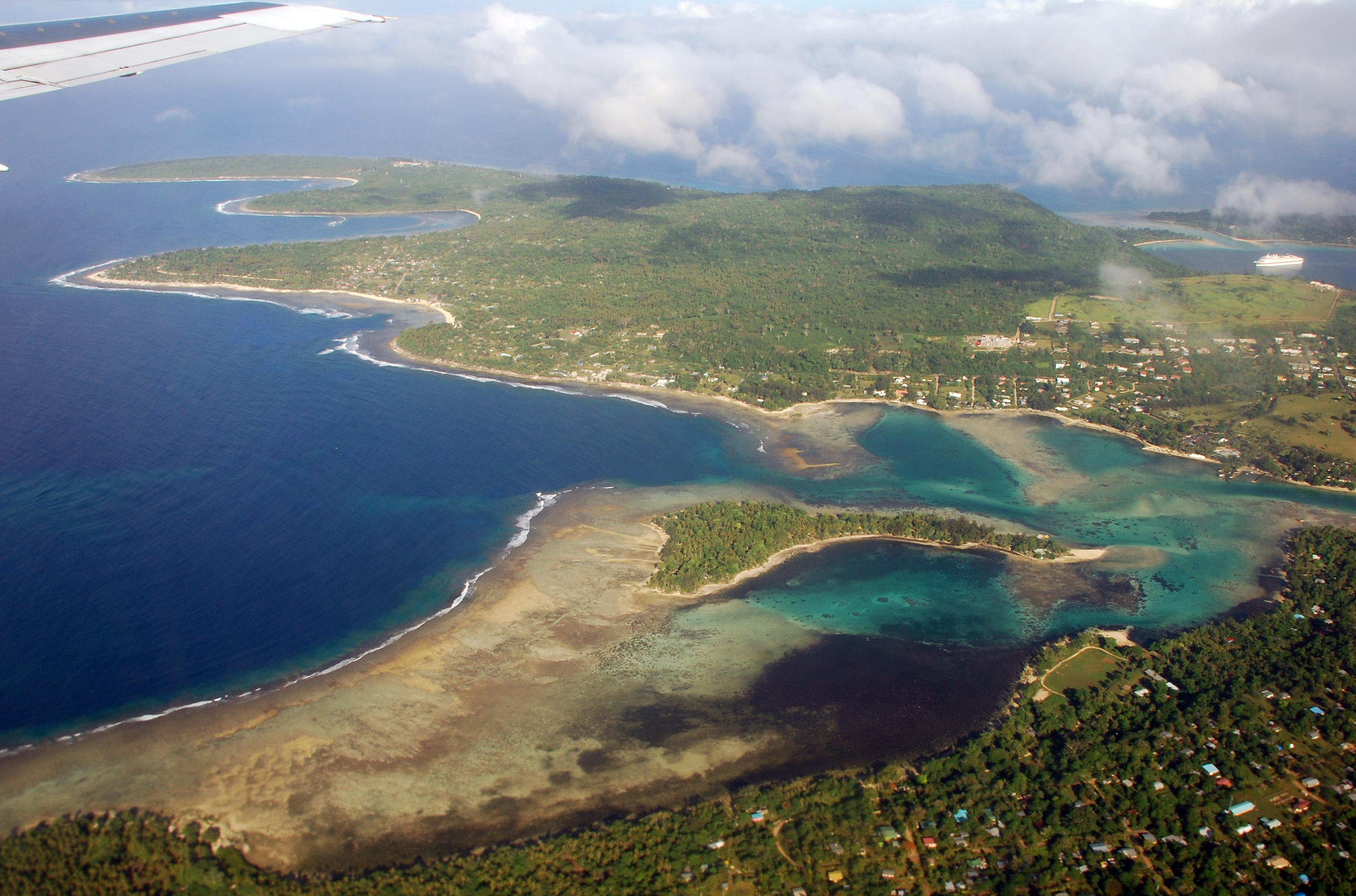
Vue aérienne du lagon d'Erakor

### Îles secondaires
Au nord d'Éfaté se trouvent plusieurs petites îles : Eretoka, Lélépa, Nguna, Pélé, Moso et Emao.
- Eretoka est une petite île qui de loin ressemble à un chapeau flottant. C'est l'endroit où le légendaire Roymata, avec ses épouses, aurait été enterré.
- Nguna, Pelé et Émao sont des stratovolcans qui forment sur leur partie septentrionale le rebord d'une caldeira.
- Au sud de l'île se  trouvent d'autres petites îles, dont deux dans le lagon de Port-Vila (Fila island ou Ivira, Iririki, siège d'un hôpital, ancien siège de la Résidence britannique), les autres : Mele, Erakor, Eratapu, sont des îles artificielles dont les deux premières ont été détruites en grande partie par des cyclones.

## Économie
Éfaté concentre l'essentiel de l'économie du pays en ce qui concerne les secteurs secondaire (industrie) et tertiaire (administration et services).
En ce qui concerne l'agriculture, l'île demeure un important producteur de coprah (noix de coco), de kava et de bétail ; le maraîchage y est également important, mais essentiellement dirigé sur la consommation intérieure.
Le tourisme est également un secteur économique stratégique pour Efaté, île la plus visitée du pays.

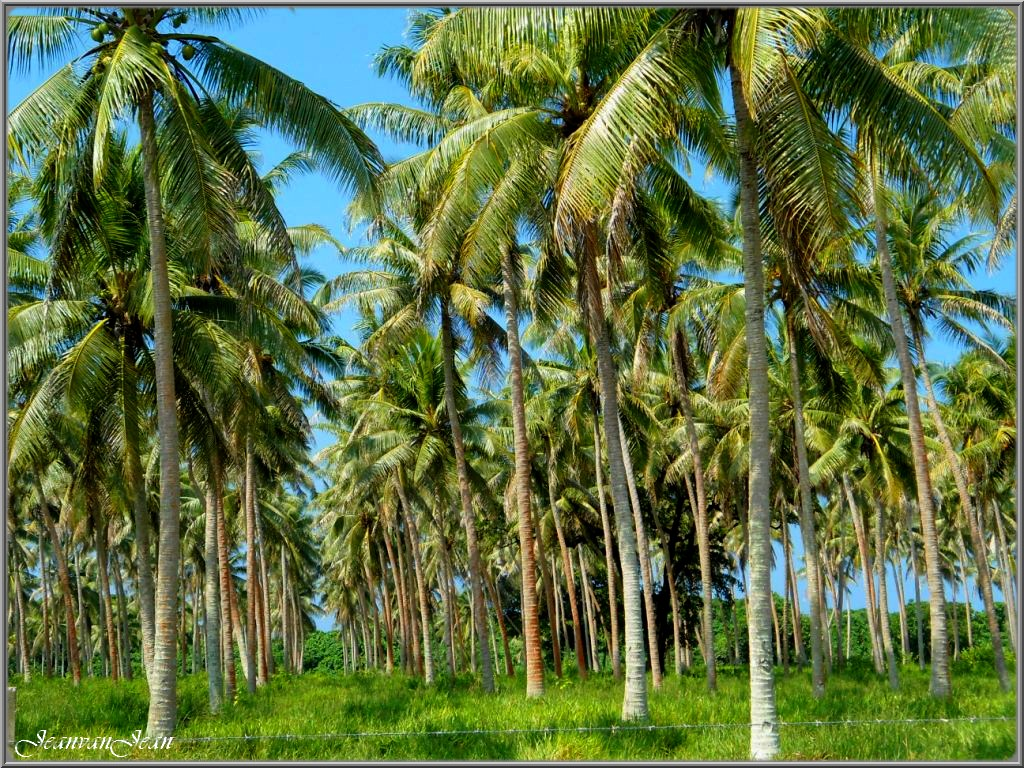
Cocoteraie typique d'Efaté.
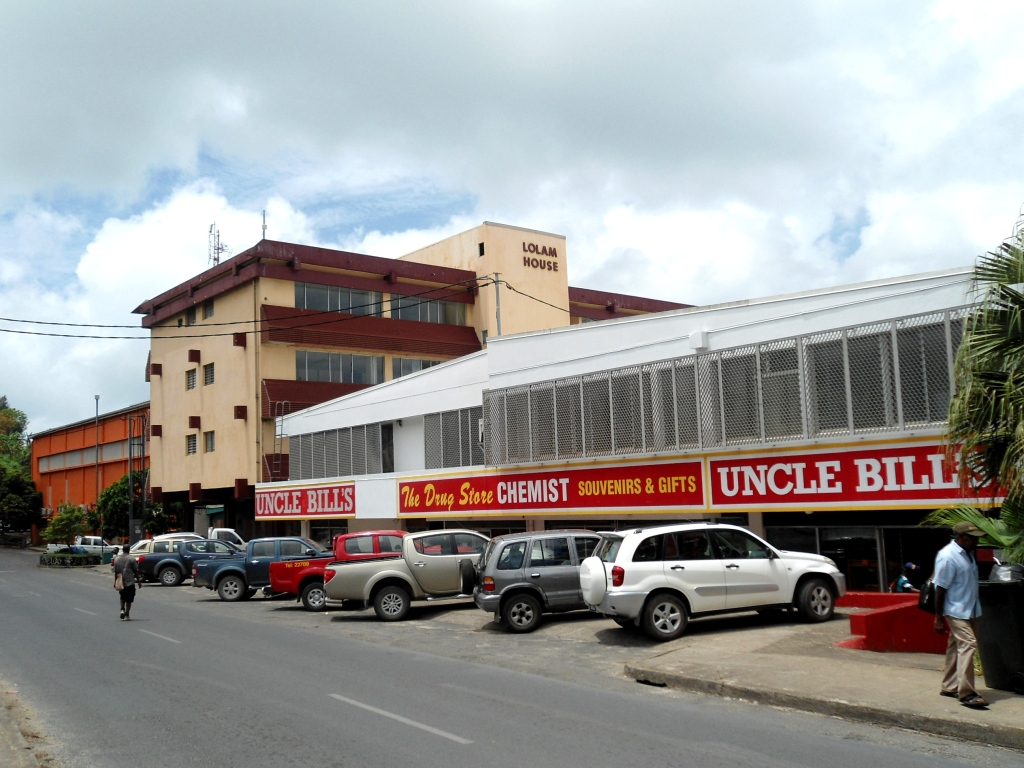
La rue de Paris, à Port-Vila.
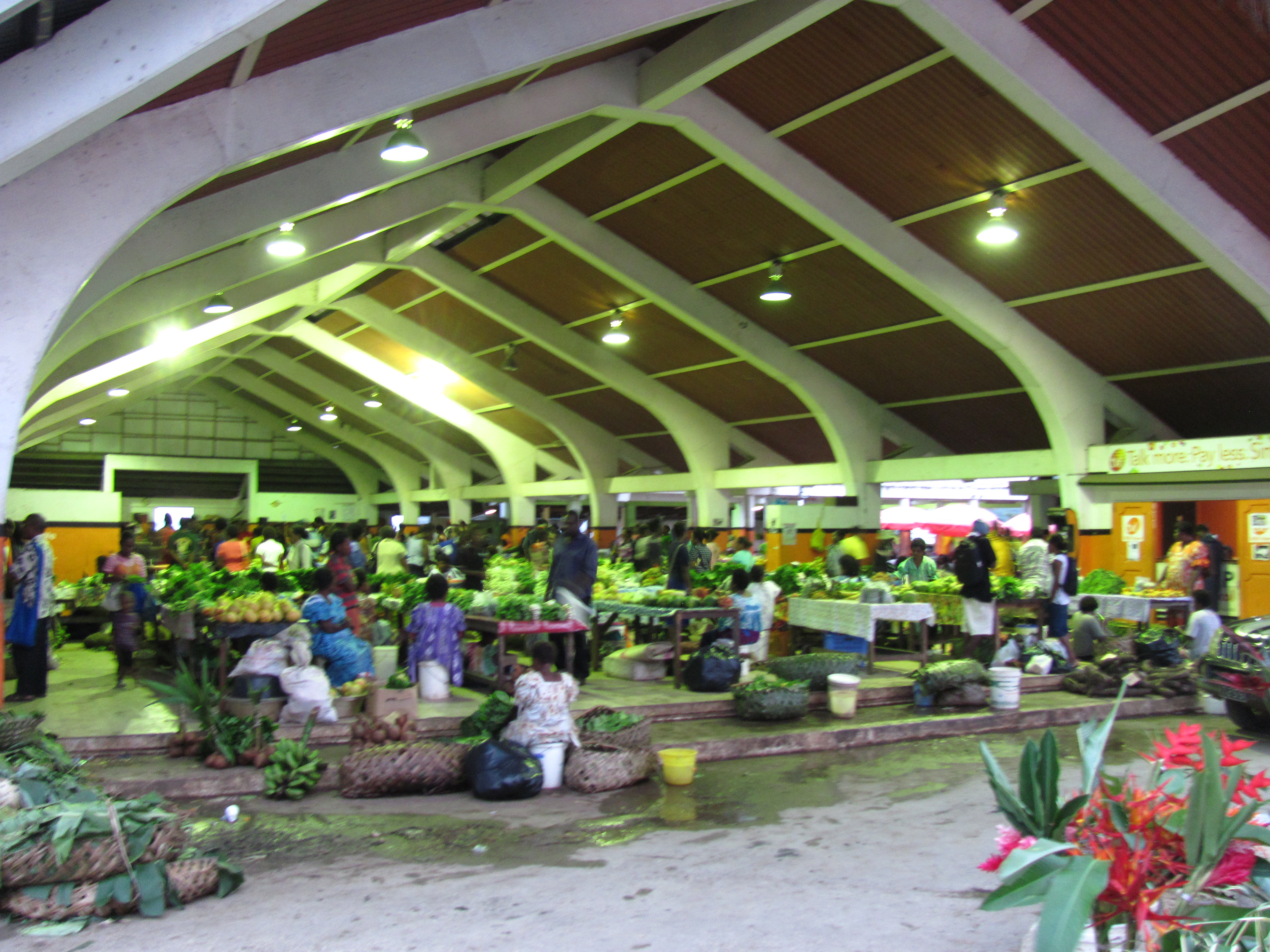
Le grand marché de Port-Vila.
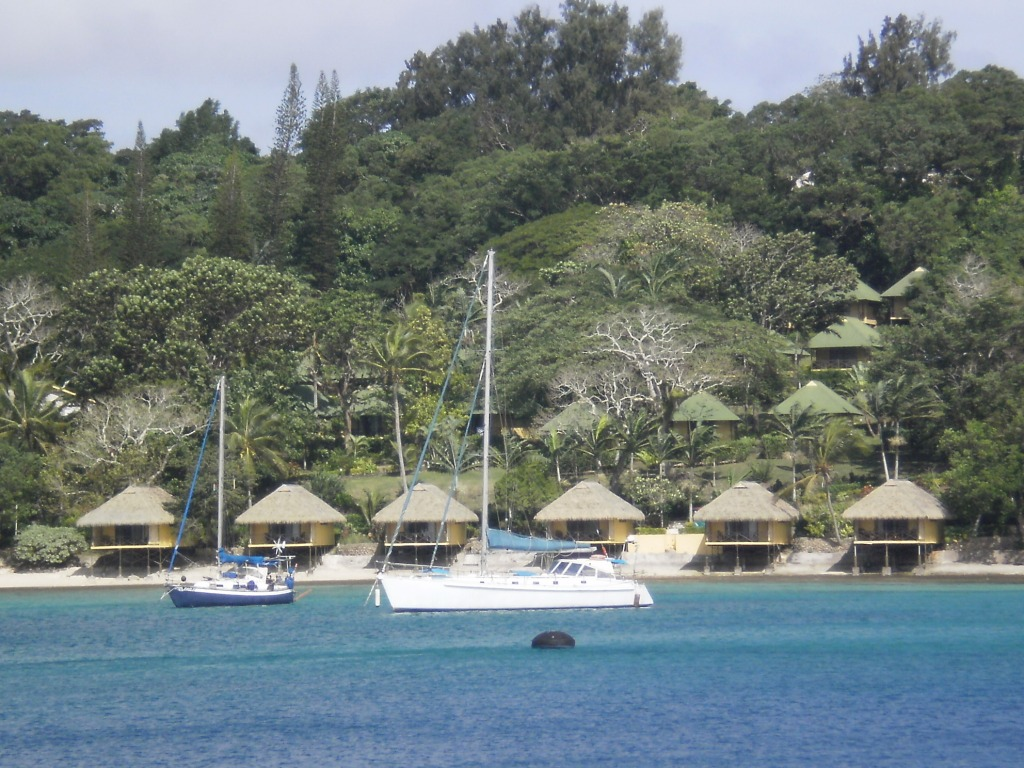
Un hôtel touristique

## Langues
L'éfaté du Nord et l'éfaté du Sud sont deux des principales langues parlées sur l'île ; on y parle aussi eton, lelepa et mele-fila. 85 % de la population sait parler le bichelamar (langue nationale du Vanuatu, créole à base lexicale anglaise), 30 % l'anglais et 2 % le français[réf. nécessaire].